# Olga Schischigina
Olga Wassiljewna Schischigina (kasachisch Ольга Васильевна Шишигина, engl. Transkription Olga Shishigina; * 23. Dezember 1968 in Alma-Ata) ist eine kasachische Hürdenläuferin und Olympiasiegerin.
Schischigina stellte 1995 mit 12,44 s den aktuellen Asienrekord im 100-Meter-Hürdenlauf auf und gewann bei den Leichtathletik-Weltmeisterschaften in Göteborg die Silbermedaille im 100-Meter-Hürdenlauf. 1996 bis 1998 war sie wegen der Einnahme verbotener Doping-Präparate gesperrt. Bei den Weltmeisterschaften 1999 in Sevilla wurde sie Vierte. Bei den Hallenweltmeisterschaften 1999 errang sie Gold.
Bei den Olympischen Spielen 2000 in Sydney gewann sie die Goldmedaille im 100-Meter-Hürdenlauf vor Glory Alozie (Nigeria) und Melissa Morrison (USA). Sie ist somit die erste Athletin, die für den jungen Staat Kasachstan eine olympische Goldmedaille gewonnen hat.
Im Jahr darauf holte sie bei den Weltmeisterschaften in Edmonton die Bronzemedaille.

## Persönliche Bestzeiten
- 100 m – 11,13 s
- 100 m Hürden – 12,44 s